# Jefferson megye (Florida)
Jefferson megye az Amerikai Egyesült Államokban, azon belül Florida államban található. Megyeszékhelye és legnagyobb városa Monticello. Lakosainak száma 14 510 fő (2020. április 1.). Jefferson megye Thomas, Brooks, Madison, Taylor, Wakulla és Leon megyékkel határos.

## Népesség
A megye népességének változása:
| Lakosok száma | 14 741 | 14 492 | 14 214 | 14 194 | 14 081 | 14 510 |
|               | 2010   | 2011   | 2012   | 2013   | 2015   | 2020   |